# Qiu Ying

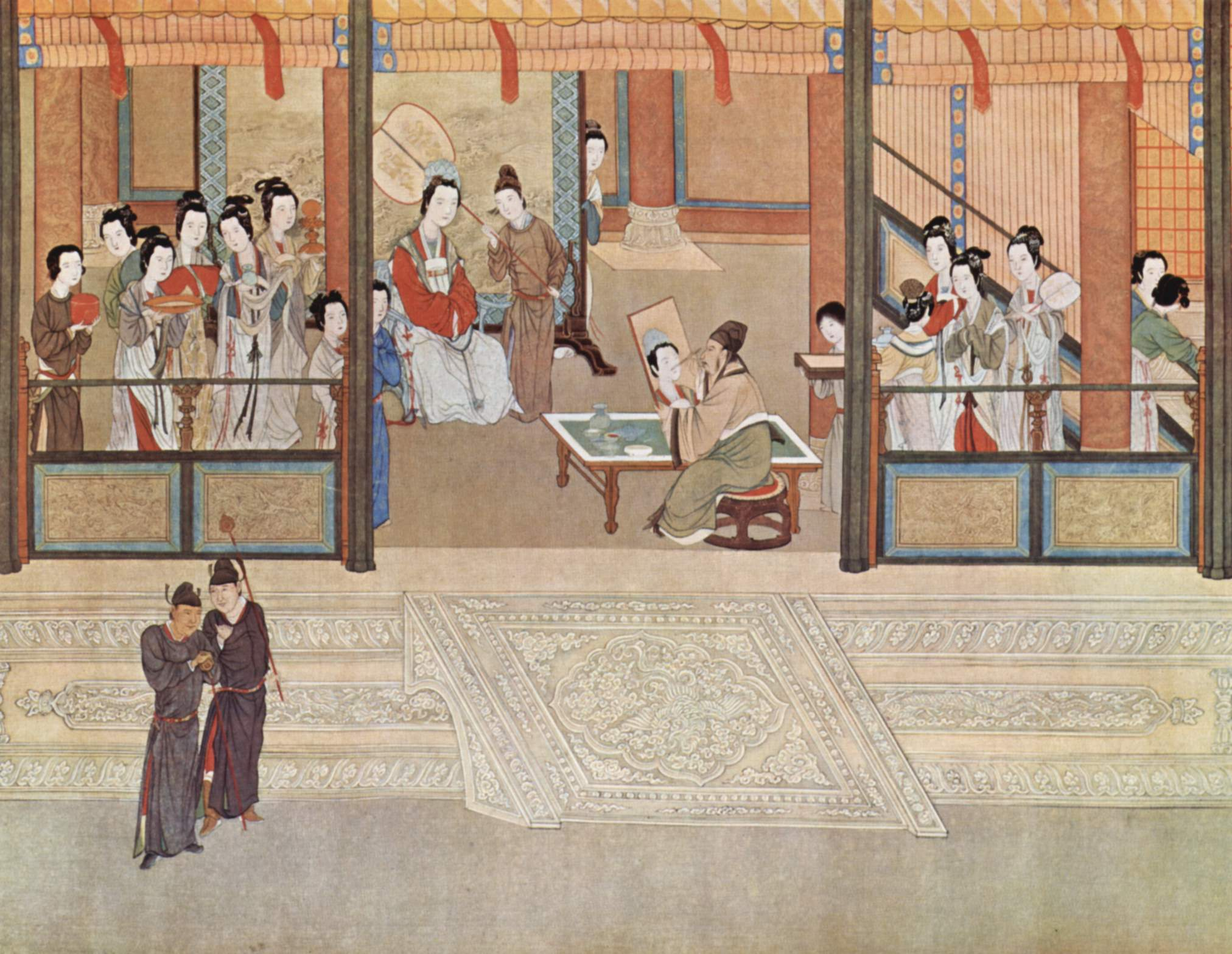
Frühlingsmorgen im Han-Palast, Nationales Palastmuseum

Verabschiedung bei Xunyang, Nelson-Atkins Museum of Art

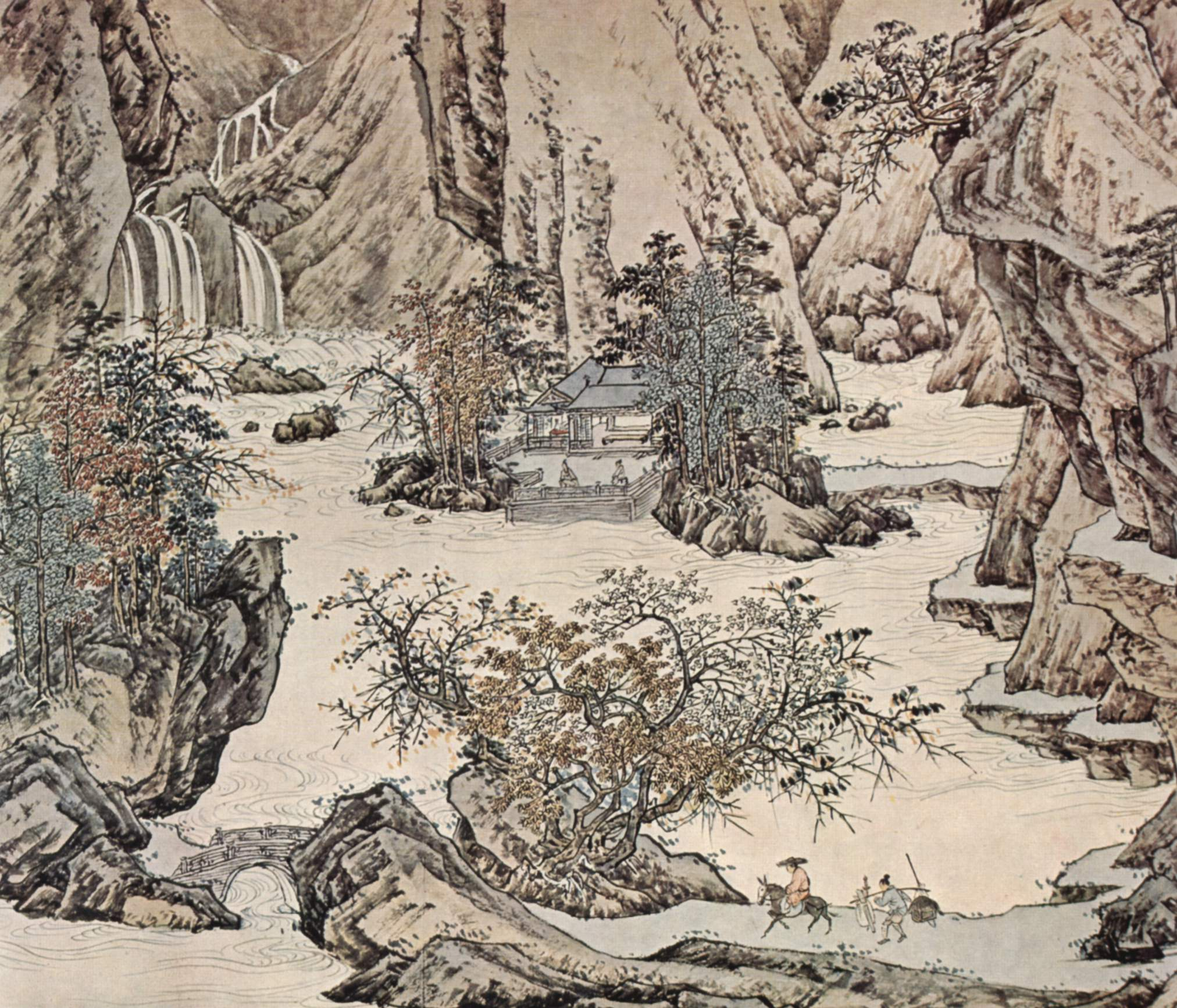
Ausschnitt aus Landschaft in der Art von Li Tang, Freer Gallery of Art

Qiu Ying (chinesisch 仇英, Pinyin Qiú Yīng, W.-G. Ch'iu Ying; * wahrscheinlich 1494 in Taicang; † 1552 in Suzhou) war ein chinesischer Literatenmaler und Kalligraph und gilt neben Shen Zhou, Tang Yin und Wen Zhengming als einer der vier Meister der Ming-Dynastie, der nachfolgende Künstlergenerationen nachhaltig beeinflusste. Unter diesen vier Meistern war Qiu Ying der vielseitigste.
Qiu wurde in eine arme Familie in Taicang nahe dem heutigen Shanghai geboren und lernte in Suzhou, damals ein wichtiges kulturelles Zentrum, wo sich die Malerei der Wu-Schule herausgebildet hatte, bei Zhou Chen die Kunst der Malerei. Er verdiente sich danach seinen Lebensunterhalt, indem er für vermögende Gönner Malereien mit verschiedensten Motiven in einer großen Zahl von Stilen schuf. Es entstanden Darstellungen von Landschaften, Personen, Gärten, Pflanzen und religiöse Motive. Alle seine Werke betonen die Ästhetik der Ming-Dynastie mit üppigen Bildaufbauten und kräftigen Farben. Sie wurden von Qius Förderern als Geschenke verwendet oder dienten als Erinnerung an bedeutende Ereignisse. Er fertigte auch Kopien älterer Meisterwerke an und integrierte Motive als solche in seine eigenen Werke, so dass es heute unmöglich ist festzustellen, welche Arbeiten von Qiu stammen.
Qiu arbeitete für drei Mäzene, bei denen er jeweils mehrere Jahre blieb. Dies waren Chen Guan aus Suzhou, Zhou Fenglai aus Kunshan und der bekannte Kunstsammler Xian Yuanbian aus Jiaxing.
Zu den bekanntesten Werken Qius gehört die Bildrolle Verabschiedung bei Xunyang, die als Illustration zum Gedicht Der Klang der Pipa von Bai Juyi geschaffen wurde. In Anlehnung an die Malerei der Tang-Dynastie arbeitete Qiu hier mit grünen und blauen stark deckenden Pigmenten, um die Blau- und Grüntöne des Himmels und der Hügel darzustellen. Diese kombinierte er mit kräftigen Rot-, Orange-, Violett- und Gelbtönen für die Darstellung der Figuren, Pflanzen und Gewässer. Dies ist ein typisches Beispiel für die sinnliche und idealisierte Darstellung der Natur durch Qiu. Das Werk Fu über die rote Klippe ist hingegen ein Vertreter des Geschmackes des 16. Jahrhunderts. Die Farben sind durchscheinend und gedämpft, die Pinselstriche weich. Das Werk Landschaft in der Art von Li Tang imitiert den Malstil des Künstlers Li Tang aus der Song-Dynastie.
Die Darstellung von Menschen, besonders von Frauen, ist bei Qiu Ying charakteristisch. Typischerweise findet man ovale Gesichter mit klaren Konturen in Dreiviertel-Ansicht, schrägen Augen, schmalen Augenbrauen und angedeuteten Lippen, deren Ecken steil nach oben zeigen. Die Personen im Garten des goldenen Tales, das den Garten des bedeutenden Unternehmers Shi Chong darstellt, sind dafür ein Beispiel. Dieses Werk zeigt Shi in Begleitung von weiblichem Dienstpersonal dabei, wie er Gäste zu einer seiner aufwendigen Vergnügungsveranstaltungen begrüßt. Die Kleidung der Personen und besonders der Faltenwurf wurde hier von Qiu besonders akkurat dargestellt. Im Bild Musik unter Bananenbäumen, das wahrscheinlich unter Einfluss der Nanjing-Schule entstand, sind die Pinselstriche hingegen deutlich freier und unregelmäßiger. Im Bild Um einen Esel für Herrn Zhu bitten imitiert Qiu den Baimiao-Stil des 11. Jahrhunderts.